# Россия на летних Олимпийских играх 1912
Россия на летних Олимпийских играх 1912 года представлена Олимпийским комитетом России (ОКР). Всего в Олимпиаде участвовал 181 спортсмен в 14 видах спорта и конкурсе искусств.

## Характеристика сборной

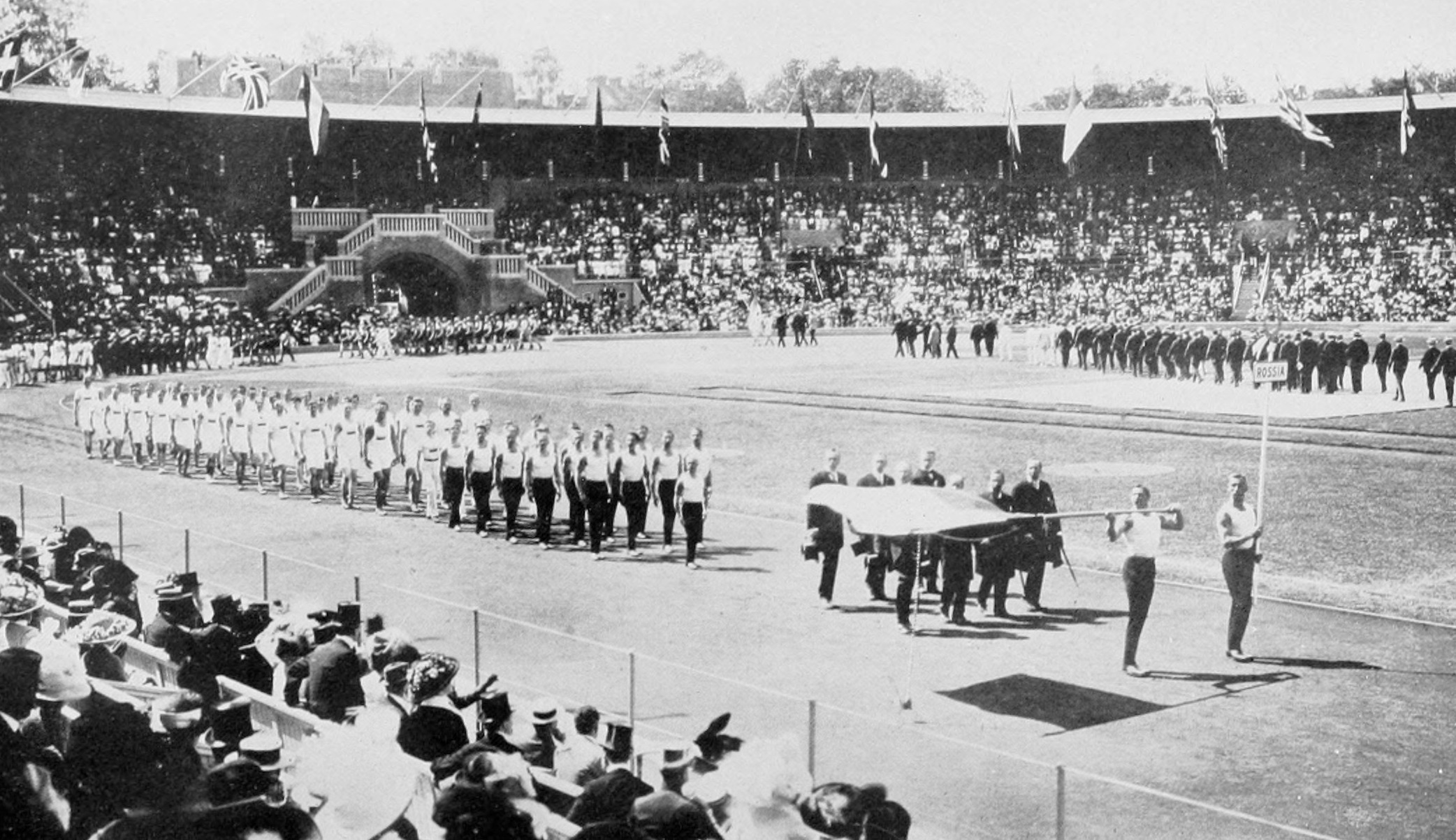
Российские атлеты на открытии Олимпиады

Официальным представителем Российской империи на Играх V Олимпиады был генерал-майор свиты Его Императорского Величества Владимир Воейков.
Знаменосцем сборной на параде открытия был поручик 95-го пехотного Красноярского полка гимнаст Михаил Раевский.
Российскую команду атлетов возглавлял великий князь Дмитрий Павлович, который также участвовал в соревнованиях по конному спорту.
Все участники были мужчинами. Большое количество были уроженцами российских прибалтийских губерний: Эстляндской и Лифляндской, а также Санкт-Петербурга.
Выступление сборной было неудачным: было выиграно только 5 наград и среди них ни одной золотой. Во многом такой результат был связан со слабой подготовкой российских спортсменов. Но вместе с тем за сборную выступал прославленный фигурист, чемпион Олимпиады 1908 года по фигурному катанию Николай Панин (в стрельбе), лучший российский теннисист начала XX века Сумароков-Эльстон, борец Мартин Клейн (проведший почти 12-часовую схватку с финном Альфредом Асикайненом), великий князь Дмитрий Павлович и другие выдающиеся спортсмены.

## Призёры

### Серебро
| Серебро |                                                                     |                                   |
| №       | Спортсмены                                                          | Вид спорта (дисциплина)           |
| 1       | Амос Каш Николай Мельницкий Павел Войлошников Георгий Пантелеймонов | Стрельба, 30 м (команда)          |
| 2       | Мартин Клейн                                                        | Борьба (Греко-римская — до 75 кг) |

### Бронза
| Бронза | |                                    |
| №      | Спортсмен (-ы)                                                                                                | Вид спорта (дисциплина)            |
| 1      | Март Куузик                                                                                                   | Академическая гребля (одиночки)    |
| 2      | Эспер Белосельский Эрнест Браше Николай Пушницкий Александр Родионов Филип Штраух Иосиф Шомакер Карл Линдхолм | Парусный спорт (класс «10 метров») |
| 3      | Гарольд Блау                                                                                                  | Стрельба (Трап)                    |

### По видам спорта
| Спорт                | Золото | Серебро | Бронза | Всего |
| -------------------- | ------ | ------- | ------ | ----- |
| Стрельба             | 0      | 1       | 1      | 2     |
| Борьба               | 0      | 1       | 0      | 1     |
| Академическая гребля | 0      | 0       | 1      | 1     |
| Парусный спорт       | 0      | 0       | 1      | 1     |

## Результаты соревнований

### Академическая гребля
Олимпийские соревнования по академической гребле проходили с 17 по 19 июля в центре Стокгольма в заливе Юргоргдсбруннсвикен. В каждом заезде стартовали две лодки. Победитель заезда проходил в следующий раунд, а проигравшие завершали борьбу за медали. Экипажи, уступавшие в полуфинале, становились обладателями бронзовых наград.
Мужчины
| Соревнование | Спортсмены  | Первый раунд         | Четвертьфинал             | Полуфинал                     | Финал                | Место |
| Соревнование | Спортсмены  | Соперник / Результат | Соперник / Результат      | Соперник / Результат          | Соперник / Результат | Место |
| ------------ | ----------- | -------------------- | ------------------------- | ----------------------------- | -------------------- | ----- |
| одиночки     | Март Куузик | AUTА. Хайнрих В DSQ  | HUNК. Левицки В две длины | BELП. Вейрман П полторы длины | завершил выступление | 3     |

### Борьба
Спортсменов — 11
Мужчины, греко-римская борьба
| Спортсмен           | Категория     | 1 раунд                      | 2 раунд                      | 3 раунд                                                    | 4 раунд                    | 5 раунд                   | 6 раунд                   | 7 раунд                              | Полуфинал                              | Финал                      | Место |
| Спортсмен           | Категория     | Соперник Результат           | Соперник Результат           | Соперник Результат                                         | Соперник Результат         | Соперник Результат        | Соперник Результат        | Соперник Результат                   | Соперник Результат                     | Соперник Результат         | Место |
| ------------------- | ------------- | ---------------------------- | ---------------------------- | ---------------------------------------------------------- | -------------------------- | ------------------------- | ------------------------- | ------------------------------------ | -------------------------------------- | -------------------------- | ----- |
| Александр Акондинов | до 60 кг      | Кангас (FIN) пор. 4:00       | Штайн (GER) поб. 9:00        | Ларсон (SWE) пор. 31:00                                    | Завершил выступление       |                           |                           |                                      |                                        |                            |       |
| Александрс Миезитис | до 60 кг      | МакКензи (GBR) пор. по очкам | Хетмар (DEN) пор. 11:00      | Завершил выступление                                       |                            |                           |                           |                                      |                                        |                            |       |
| Павел Павлович      | до 60 кг      | Карлсон (SWE) поб. 34:00     | Арнесен (NOR) поб. по очкам  | Беранек (BOH) пор. по очкам                                | Еберг (SWE) пор. неявка    | Завершил выступление      |                           |                                      |                                        |                            |       |
| Георгий Бауман      | до 67,5 кг    | Вяре (FIN) пор. 37:00        | Салонен (FIN) пор. 4:00      | Завершил выступление                                       |                            |                           |                           |                                      |                                        |                            |       |
| Оскар Каплюр        | до 67,5 кг    | Хайес (GBR) поб. 24:00       | Ковре (ITA) поб. 5:00        | Салонен (FIN) поб. по очкам                                | Вяре (FIN) DQ              | Латинен (FIN) поб. неявка | Колемайнен (FIN) DQ       | Завершил выступление                 |                                        |                            |       |
| Август Киппасто     | до 67,5 кг    | Радвань (HUN) пор. 4:00      | Халик (BOH) пор. 2:00        | Завершил выступление                                       |                            |                           |                           |                                      |                                        |                            |       |
| Мартин Клейн        | До 75 кг      | Штейнер (HUN) поб. 4:21      | Берквист (SWE) поб. 4:00     | Мишкеи (HUN) поб. 11:30                                    | Меркле (GER) поб. по очкам | Вестерлунд (FIN) DQ       | Аберг (FIN) поб. по очкам | Йокинен (FIN) поб. по очкам (120:00) | Асикайнен (FIN) поб. по очкам (700:00) | Юханссон (SWE) пор. неявка |       |
| Янис Полис          | До 75 кг      | Бейкон (GBR) поб. 45:21      | Йокинен (FIN) пор. 6:00      | Кокотович (AUT) пор. 23:00                                 | Завершил выступление       |                           |                           |                                      |                                        |                            |       |
| Александр Северов   | До 75 кг      | Франк (SWE) пор. по очкам    | Дальберг (SWE) поб. по очкам | Юхансон (SWE) пор. неявка                                  | Завершил выступление       |                           |                           |                                      |                                        |                            |       |
| Август Пиккер       | до 82,5 кг    | Барл (AUT) поб. 19:00        | Андерсон (SWE) DQ            | Завершил выступление (несмотря на возможность продолжения) |                            |                           |                           |                                      |                                        |                            |       |
| Николай Фарнест     | свыше 82,5 кг | Незер (GER) пор. по очкам    | Барретт (GBR) пор. неявка    | Завершил выступление                                       |                            |                           |                           |                                      |                                        |                            |       |

Дисквалификация — DQ (в официальном отчёте англ. both passivity) приравнивалась к поражению обоих соперников.
Схватка российского борца Мартина Клейна с чемпионом мира финном Альфредом Асикайненом вошла в историю как самая длительная борцовская схватка на Олимпийских играх. Поединок продолжался 11 часов 40 минут.
Выступление Оскара Каплюра было отмечено «Почётным призовым дипломом».

### Велоспорт
Всего спортсменов — 10
Индивидуальная гонка
| Спортсмен       | Соревнование         | Время          | Место |
| --------------- | -------------------- | -------------- | ----- |
| Андрей Апситис  | Индивидуальная гонка | 12:18:20.6     | 60    |
| Фёдор Борисов   | Индивидуальная гонка | Не финишировал | нет   |
| Фридрих Бош     | Индивидуальная гонка | Не финишировал | нет   |
| Якоб Букс       | Индивидуальная гонка | Не финишировал | нет   |
| Август Кепке    | Индивидуальная гонка | Не финишировал | нет   |
| Карл Кепке      | Индивидуальная гонка | Не финишировал | нет   |
| Ян Ливен        | Индивидуальная гонка | Не финишировал | нет   |
| Сергей Пестерев | Индивидуальная гонка | Не финишировал | нет   |
| Ян Пратник      | Индивидуальная гонка | Не финишировал | нет   |
| Эдгар Рихтер    | Индивидуальная гонка | Не финишировал | нет   |

Помимо олимпийских медалей, велосипедистам, финишировавшим в пределах 25 % от времени победителя, был вручён «Почётный призовой диплом». Андрей Апситис вошёл в число награждённых.
Московский велогонщик Фёдор Борисов 240 из 320 километров дистанции шёл вторым, однако упал получив тяжёлую травму, что не позволило ему финишировать.
Командная гонка
В командной гонке засчитывались 4 лучших результата индивидуальной гонки. Так как в индивидуальной гонке до финиша дошёл только Андрей Апситис, команда России не получила никакого места.

### Гимнастика
Спортсменов — 22
Личное многоборье
| Спортсмен      | Перекладина | Брусья | Кольца | Конь-махи | Финал | Финал |
| Спортсмен      | Очков       | Очков  | Очков  | Очков     | Сумма | Место |
| -------------- | ----------- | ------ | ------ | --------- | ----- | ----- |
| Александр Ахюн | 20.75       | 25.25  | 23.25  | 18.50     | 87.75 | 39    |
| Фёдор Забелин  | 14.75       | 22.00  | 22.50  | 17.00     | 76.25 | 42    |
| Семён Куликов  | 16.50       | 24.00  | 21.50  | 17.50     | 79.50 | 41    |
| Павел Кушников | 24.75       | 24.50  | 21.50  | 19.25     | 90.00 | 38    |

Командные соревнования
Россию представляла команда из 18 спортсменов, представителей Главной гимнастическо-фехтовальной школы из Санкт-Петербурга. Команда не была допущена до соревнований, так как в её составе были профессиональные преподаватели гимнастики.
Гимнастические групповые произвольные программы (показательный вид)

Показательное выступление российской команды гимнастов 11 июля 1912 года в Стокгольме

В рамках этого вида соревнований свои программы продемонстрировали четыре мужские (Венгрия, Дания, Россия, Швеция) и четыре женские (Дания, Норвегия, Финляндия, Швеция) команды.
Российская команда, состоявшая из офицеров Главной гимнастическо-фехтовальной школы из Санкт-Петербурга, единственная из всех выступивших команд, была награждена «Почётным призовым дипломом».
Известны имена трёх из восемнадцати участников команды. Это знаменосец сборной России на церемонии открытия игр поручик Михаил Раевский, а также поручик Константин Ватеркампф и штабс-капитан Алексей Грузинов.
Российскую команду гимнастов возглавлял штабс-капитан Анатолий Фок.

### 

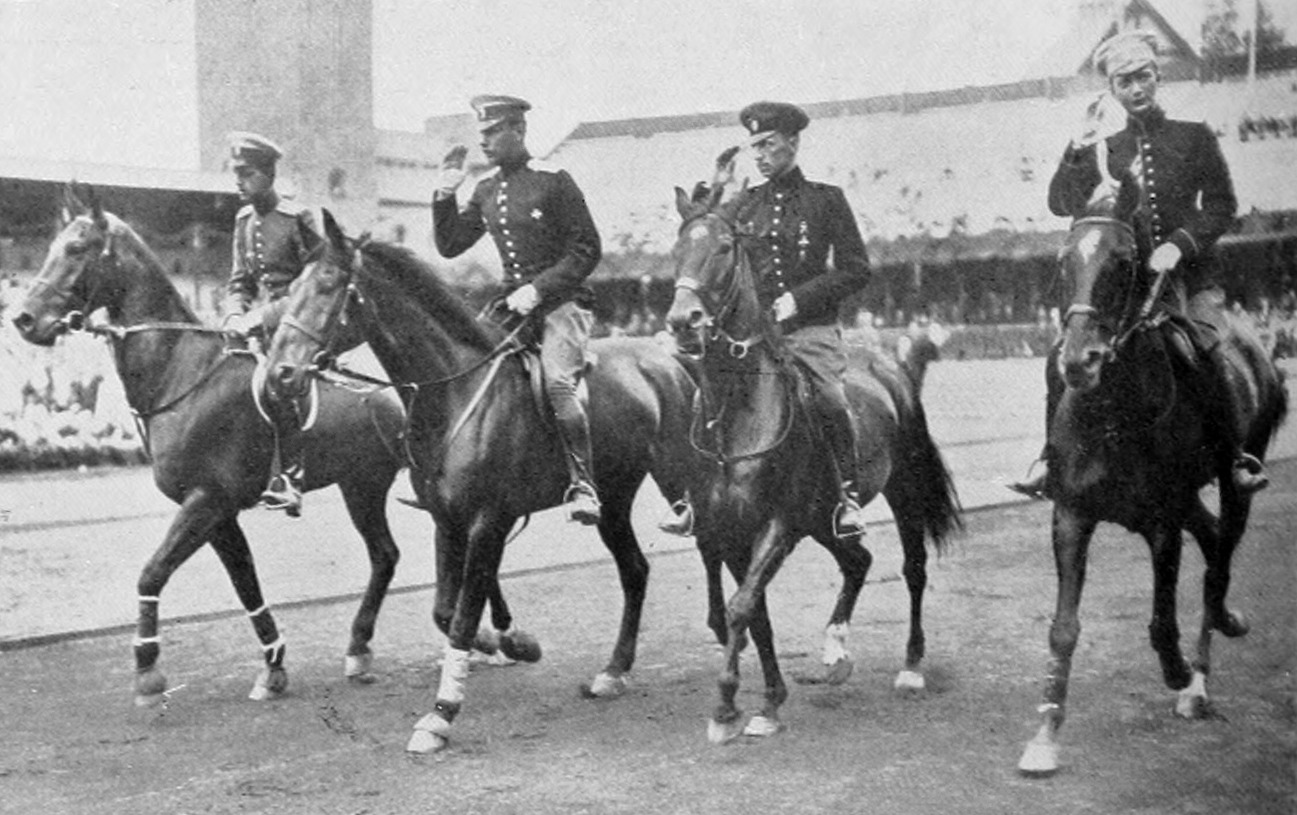
Команда России по конкуру (слева направо): Великий князь Дмитрий Павлович, капитан Родзянко, штабс-капитан Селихов, поручик Плешков

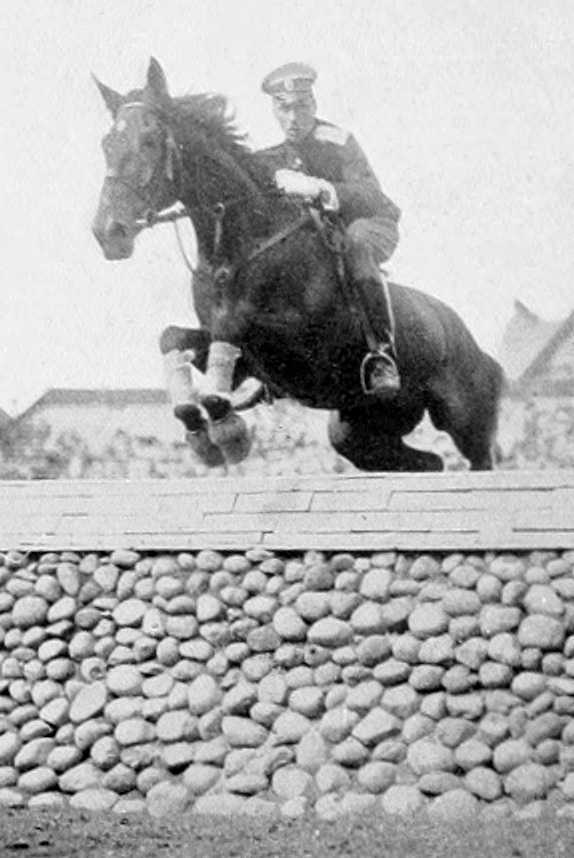
А. П. Родзянко на Олимпийских играх 1912 года

### Конный спорт
Спортсменов — 7
- Индивидуальная выездка[англ.]:
  - Михаил Екимов[англ.][19] на Тритоныче — 9 место
- Индивидуальный конкур[англ.]:
  - Великий князь Дмитрий Павлович на Юните — 9 место
  - Кароль Руммель на Зяблике — 15 место
  - Александр Родзянко на Эросе — 16 место
  - Сергей Загорский на Бандуре — 18 место
  - Михаил Плешков[20][21] на Иветт — 21 место
  - Алексей Селихов[англ.][22] на Тугеле — 22 место
- Командный конкур[англ.]:
  - Дмитрий Павлович, Александр Родзянко, Михаил Плешков, Алексей Селихов — 5 место

Кароль Руммель был в шаге от победы в конкуре. В конце безупречного второго забега его конь Зяблик поскользнулся на мокром грунте (последним препятствием была водяная канава) и упал, придавив всадника, Руммель сломал шесть ребер: он все равно сел на коня и закончил выступление в полубессознательном состоянии. Он занял 15-е место, получил бурные аплодисменты публики, а король Швеции Густав V, поражённый мужеством российского спортсмена, посетил его в больнице и вручил ему копию золотой олимпийской медали.

### Лёгкая атлетика
Спортсменов — 32
| Леопольд Левенштайн | бег на 100 метров          | больше 11,5    | 6   | завершил выступление | завершил выступление | завершил выступление | завершил выступление | завершил выступление | завершил выступление |
| Рихард Шварц        | бег на 100 метров          | больше 11,0    | 5   | завершил выступление | завершил выступление | завершил выступление | завершил выступление | завершил выступление | завершил выступление |
| Павел Штиглиц       | бег на 100 метров          | больше 11,0    | 4   | завершил выступление | завершил выступление | завершил выступление | завершил выступление | завершил выступление | завершил выступление |
| Герберт Бауманис    | бег на 200 метров          | нет            | DNF | завершил выступление | завершил выступление | завершил выступление | завершил выступление | завершил выступление | завершил выступление |
| Харальд Хане        | бег на 200 метров          | больше 22,7    | 4   | завершил выступление | завершил выступление | завершил выступление | завершил выступление | завершил выступление | завершил выступление |
| Пётр Гаевский       | бег на 400 метров          | больше 50,2    | 4   | завершил выступление | завершил выступление | завершил выступление | завершил выступление | завершил выступление | завершил выступление |
| Дмитрий Назаров     | бег на 800 метров          | больше 1:59.0  | 5   | завершил выступление | завершил выступление | завершил выступление | завершил выступление | завершил выступление | завершил выступление |
| Дмитрий Назаров     | бег на 1500 метров         | нет            | DNF | завершил выступление | завершил выступление | завершил выступление | завершил выступление | завершил выступление | завершил выступление |
| Александр Елизаров  | бег на 800 метров          | больше 2:01.2  | 5-7 | завершил выступление | завершил выступление | завершил выступление | завершил выступление | завершил выступление | завершил выступление |
| Александр Елизаров  | бег на 1500 метров         | больше 4:07.6  | 6   | завершил выступление | завершил выступление | завершил выступление | завершил выступление | завершил выступление | завершил выступление |
| Леопольд Виллемсон  | бег на 800 метров          | нет            | DNF | завершил выступление | завершил выступление | завершил выступление | завершил выступление | завершил выступление | завершил выступление |
| Рудольф Витол       | бег на 1500 метров         | больше 4:27.0  | 4-5 | завершил выступление | завершил выступление | завершил выступление | завершил выступление | завершил выступление | завершил выступление |
| Арнольд Индриксон   | бег на 1500 метров         | больше 4:12.7  | 6   | завершил выступление | завершил выступление | завершил выступление | завершил выступление | завершил выступление | завершил выступление |
| Альфред Рукс        | бег на 1500 метров         | больше 4:12.7  | 7   | завершил выступление | завершил выступление | завершил выступление | завершил выступление | завершил выступление | завершил выступление |
| Николай Харьков     | бег на 1500 метров         | больше 4:07.6  | 7   | завершил выступление | завершил выступление | завершил выступление | завершил выступление | завершил выступление | завершил выступление |
| Андрей Круклин      | бег на 1500 метров         | больше 4:11.2  | 5-6 | завершил выступление | завершил выступление | завершил выступление | завершил выступление | завершил выступление | завершил выступление |
| Андрей Круклин      | марафон                    |                |     |                      |                      | нет                  | DNF                  |                      |                      |
| Евгений Петров      | бег на 1500 метров         | больше 4:07.3  | 5   | завершил выступление | завершил выступление | завершил выступление | завершил выступление | завершил выступление | завершил выступление |
| Михаил Никольский   | бег на 5000 метров         | 17:21.7        | 4   | завершил выступление | завершил выступление | завершил выступление | завершил выступление | завершил выступление | завершил выступление |
| Михаил Никольский   | бег на 10 000 метров       | нет            | DNF | завершил выступление | завершил выступление | завершил выступление | завершил выступление | завершил выступление | завершил выступление |
| Андрей Капмаль      | марафон                    |                |     |                      |                      | нет                  | DNF                  |                      |                      |
| Эльмар Рейман       | марафон                    |                |     |                      |                      | нет                  | DNF                  |                      |                      |
| Николай Рассо       | марафон                    |                |     |                      |                      | нет                  | DNF                  |                      |                      |
| Александр Упмаль    | марафон                    |                |     |                      |                      | нет                  | DNF                  |                      |                      |
| Карл Лукк           | ходьба на 10 километров    |                |     | нет                  | DNF                  | завершил выступление | завершил выступление |                      |                      |
| Алексис Айде        | ходьба на 10 километров    |                |     | 59:24.4              | 9                    | завершил выступление | завершил выступление |                      |                      |
| Эдуард Херман       | ходьба на 10 километров    |                |     | нет                  | DNF                  | завершил выступление | завершил выступление |                      |                      |
| Александр Шульц     | прыжки в длину             | 5.80 5.97 6.15 | 22  |                      |                      | завершил выступление | завершил выступление |                      |                      |
| Александр Шульц     | десятиборье                |                |     |                      |                      | 6174,470             | 11                   |                      |                      |
| Ульрих Бааш         | прыжки с шестом            | 3.40           | 16  |                      |                      | завершил выступление | завершил выступление |                      |                      |
| Иоганн Мартин       | прыжки с шестом            | нет            | 25  |                      |                      | завершил выступление | завершил выступление |                      |                      |
| Альфред Шварц       | прыжки в высоту с места    | 1.40           | 13  |                      |                      | завершил выступление | завершил выступление |                      |                      |
| Эрик Ванаг          | толкание ядра              |                |     | 10.44                | 20                   | завершил выступление | завершил выступление |                      |                      |
| Эрик Ванаг          | метание диска              |                |     | 31.34                | 39                   | завершил выступление | завершил выступление |                      |                      |
| Арвид Озол-Берне    | толкание ядра              |                |     | 10.33                | 21                   | завершил выступление | завершил выступление |                      |                      |
| Николай Неклепаев   | метание диска              |                |     | 32.59                | 35                   | завершил выступление | завершил выступление |                      |                      |
| Николай Неклепаев   | метание копья              |                |     | 44.78 44.98          | 17                   | завершил выступление | завершил выступление |                      |                      |
| Николай Шведревиц   | метание копья              |                |     | 43.21                | 20                   | завершил выступление | завершил выступление |                      |                      |
| Василий Молоканов   | метание диска двумя руками |                |     | 47.37                | 19                   | завершил выступление | завершил выступление |                      |                      |
| Альфред Альслебен   | десятиборье                |                |     |                      |                      | 5294,615             | 12                   |                      |                      |

В предварительном раунде указывается место в забеге. Данные по времени в отчёте МОК обозначены только для прошедших квалификацию.

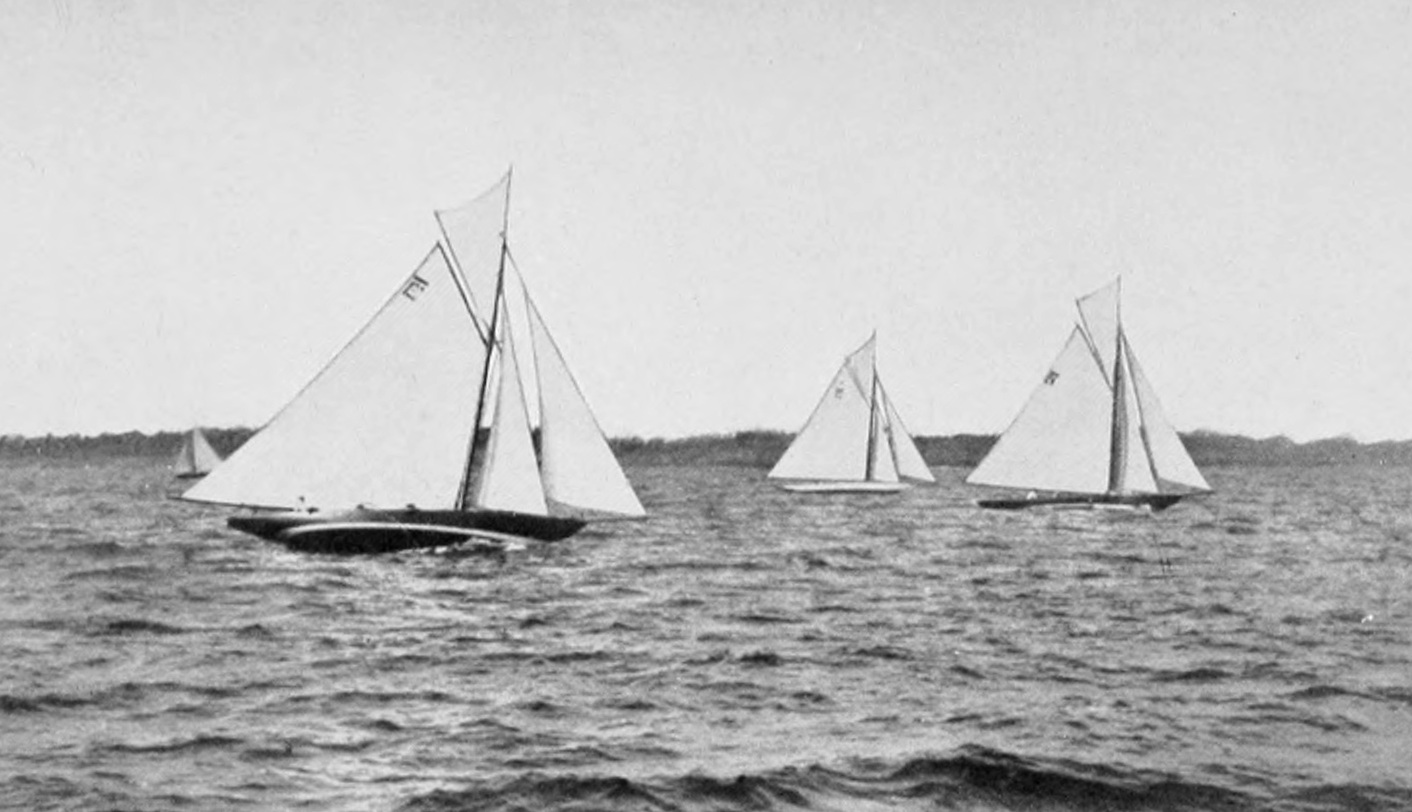
«Тайфун» (Норвегия), «Норман» (Россия) и «Орн» (Финляндия)

### Парусный спорт
Спортсменов — 17
8 метров
«Норман»
Команда: Вячеслав Кузмичёв (рулевой), Евгений Кун, Павел Павлов, Владимир Марков, Эрнест Ломач
Владелец яхты: Вячеслав Кузмичёв

Первая гонка пройдена за 2 часа 18 минут 52 секунды (4 результат), вторая — за 2 часа 16 минут 15 секунд (5-й результат). В первой гонке яхта лидировала, однако возле последнего перед финишем поворотного буя вынуждена была остановиться из-за падения одного из членов экипажа за борт. Время потраченное на подъем упавшего снова на борт отбросило «Норман»  на четвёртое место.
Яхта «Норман» была спроектирована и построена в Англии известным британским строителем яхт Уильямом Файфом.
«Былина»
Команда: Герман Адлерберг (рулевой), Йохан Фарбер, Владимир Елевич, Владимир Лурасов, Николай Подгорнов

Первая гонка пройдена за 2 часа 27 минут 59 секунды (7 результат), вторая — за 2 часа 21 минут 43 секунды (7 результат).
Российские экипажи не попали в тройку призёров, разделив пятую позицию с экипажем из Швеции.
10 метров
«Галлия II» 
Команда: Эспер Белосельский, Эрнест Браше, Николай Пушницкий, Александр Родионов, Филип Штраух, Иосиф Шомакер (рулевой), Карл Линдхолм
Владелец яхты: Александр Вышнеградский
В первой гонке «Галлия II» финишировала третьей набрав одно зачётное очко, во второй заняли второе место набрав три очка. В связи с тем, что «Галлия II» и финская яхта «Nina» набрали равное количество очков (по 4), для определения серебряного призёра между ними была проведена дополнительная гонка, победу в которой одержали финские яхтсмены. Россиянам были вручены бронзовые медали.

### Плавание
Спортсменов — 4
| Герберт фон Кульберг | 100 м вольным стилем  | не указано | 4   | Не прошёл      | Не прошёл      | Не прошёл      | Не прошёл      | Не прошёл      | Не прошёл      |                |                |           |           |
| Павел Авксентьев     | 400 м вольным стилем  | N/A        | N/A | Не финишировал | Не финишировал | Не финишировал | Не финишировал | Не финишировал | Не финишировал | Не финишировал | Не финишировал |           |           |
| Павел Авксентьев     | 1500 м вольным стилем | N/A        | N/A | Не финишировал | Не финишировал | Не финишировал | Не финишировал | Не финишировал | Не финишировал | Не финишировал | Не финишировал |           |           |
| Николай Воронков     | 400 м вольным стилем  | N/A        | N/A | Не финишировал | Не финишировал | Не финишировал | Не финишировал | Не финишировал | Не финишировал | Не финишировал | Не финишировал |           |           |
| Георгий Баймаков     | 200 м брассом         | N/A        | N/A | 3:29,0         | 5              | Не прошёл      | Не прошёл      | Не прошёл      | Не прошёл      | Не прошёл      | Не прошёл      |           |           |
| Георгий Баймаков     | 400 м брассом         | N/A        | N/A | 7:28,6         | 2 Q            | Не стартовал   | Не стартовал   | Не прошёл      | Не прошёл      | Не прошёл      | Не прошёл      | Не прошёл | Не прошёл |

Место указывается в заплыве отдельного раунда.
Георгий Баймаков на дистанции 400 метров брассом успешно преодолел четвертьфинал, заняв 2-е место в заплыве, однако на старт полуфинального заплыва, по неизвестной причине, не вышел.

### Прыжки в воду
Спортсменов — 1
Мужчины
| Спортсмен      | Соревнование | Предварительный этап | Предварительный этап | Финал          | Финал          |
| Спортсмен      | Соревнование | Очков                | Место                | Очков          | Место          |
| -------------- | ------------ | -------------------- | -------------------- | -------------- | -------------- |
| Виктор Баранов | Вышка        | Не финишировал       | Не финишировал       | Не финишировал | Не финишировал |

### Современное пятиборье
Спортсменов — 5
| Спортсмен        | Стрельба | Стрельба | Плавание | Плавание | Фехтование   | Фехтование | Конкур   | Конкур   | Бег      | Бег      | Место          | Место          |
| Спортсмен        | Счёт     | Место    | Время    | Место    | Побед        | Место      | Время    | Место    | Время    | Место    | Сумма          | Место          |
| ---------------- | -------- | -------- | -------- | -------- | ------------ | ---------- | -------- | -------- | -------- | -------- | -------------- | -------------- |
| Карл Эймелеус    | 151      | 19       | 8:59.8   | 25       | Не стартовал | Нет        | Исключён | Исключён | Исключён | Исключён | Не финишировал | Не финишировал |
| Арно Альмквист   | 151      | 19       | 6:06.0   | 11       | 3            | 27         | 12:03.4  | 13       | 23:16.1  | 16       | 90             | 20             |
| Оскар Вилькман   | 176      | 11       | 8:11.6   | 23       | 7            | 20         | 10:34.2  | 5        | 22:57.8  | 15       | 73             | 15             |
| Борис Непокупной | 185      | 6        | 8:16.6   | 24       | Не стартовал | Нет        | Исключён | Исключён | Исключён | Исключён | Не финишировал | Не финишировал |
| Велли Гогенталь  | 159      | 17       | 7:38.8   | 19       | 5            | 25         | 11:11.8  | 16       | 23:28.6  | 17       | 94             | 21             |

За команду России выступили, кубанский казак, хорунжий Борис Непокупной, а также офицеры Николаевского кавалерийского училища, финны по происхождению, Карл Эймелеус, Арно Альмквист, Оскар Вилькман и Велли Гогенталь.
Несмотря на то, что финская команда на ОИ-1912 выступала отдельно от российской, Эймелеус, Альмквист, Вилькман и Гогенталь были в составе российской сборной, так как являлись действующими офицерами Русской императорской армии.

### Стрельба
Спортсменов — 26

#### Индивидуальные соревнования
| Спортсмен                | Соревнование                               | Финал     | Финал |
| Спортсмен                | Соревнование                               | Результат | Место |
| ------------------------ | ------------------------------------------ | --------- | ----- |
| Николай Панин-Коломенкин | Пистолет, 50 метров                        | 457       | 8     |
| Георгий Пантелеймонов    | Скоростной пистолет, 25 м                  | 265       | 14    |
| Георгий Пантелеймонов    | Пистолет, 50 метров                        | 442       | 17    |
| Николай Мельницкий       | Скоростной пистолет, 25 м                  | 264       | 22    |
| Николай Мельницкий       | Пистолет, 50 метров                        | 414       | 33    |
| Павел Войлошников        | Скоростной пистолет, 25 м                  | 260       | 29    |
| Павел Войлошников        | Пистолет, 50 метров                        | 413       | 34    |
| Амос Каш                 | Скоростной пистолет, 25 м                  | 260       | 28    |
| Амос Каш                 | Пистолет, 50 метров                        | 384       | 46    |
| Григорий Шестериков      | Скоростной пистолет, 25 м                  | 250       | 28    |
| Григорий Шестериков      | Пистолет, 50 метров                        | 420       | 31    |
| Александр Добржанский    | Винтовка лёжа, 50 м                        | 172       | 33    |
| Александр Добржанский    | Произвольная винтовка с 3 позиций, 300 м   | 463       | 78    |
| Александр Добржанский    | Произвольная винтовка 600 м                | 61        | 71    |
| Александр Добржанский    | Военная винтовка с 3 позиций, 300 м        | 66        | 71    |
| Александр Добржанский    | Малокалиберная винтовка, 25 м              | 190       | 26    |
| Александр Добржанский    | 100 м, «Бегущий олень», одиночная стрельба | 22        | 33    |
| Владимир Потехин         | Винтовка лёжа, 50 м                        | 170       | 36    |
| Владимир Потехин         | Малокалиберная винтовка, 25 м              | 171       | 32    |
| Феофан Лебедев           | Произвольная винтовка с 3 позиций, 300 м   | 806       | 54    |
| Феофан Лебедев           | Произвольная винтовка 600 м                | 59        | 74    |
| Феофан Лебедев           | Военная винтовка с 3 позиций, 300 м        | 80        | 42    |
| Дмитрий Кусков           | Произвольная винтовка с 3 позиций, 300 м   | 780       | 58    |
| Дмитрий Кусков           | Произвольная винтовка 600 м                | 71        | 59    |
| Дмитрий Кусков           | Военная винтовка с 3 позиций, 300 м        | 77        | 49    |
| Дмитрий Кусков           | Пистолет, 50 метров                        | 438       | 19    |
| Павел Вальден            | Произвольная винтовка с 3 позиций, 300 м   | 758       | 62    |
| Павел Вальден            | Произвольная винтовка 600 м                | 75        | 45    |
| Павел Вальден            | Военная винтовка с 3 позиций, 300 м        | 89        | 11    |
| Борис Белинский          | Произвольная винтовка с 3 позиций, 300 м   | 746       | 65    |
| Борис Белинский          | Произвольная винтовка 600 м                | 69        | 65    |
| Борис Белинский          | Военная винтовка с 3 позиций, 300 м        | 78        | 46    |
| Александр Тилло          | Произвольная винтовка с 3 позиций, 300 м   | 744       | 64    |
| Александр Тилло          | Произвольная винтовка 600 м                | 70        | 62    |
| Александр Тилло          | Военная винтовка с 3 позиций, 300 м        | 76        | 51    |
| Константин Калинин       | Произвольная винтовка с 3 позиций, 300 м   | 736       | 68    |
| Константин Калинин       | Произвольная винтовка 600 м                | 77        | 39    |
| Константин Калинин       | Военная винтовка с 3 позиций, 300 м        | 62        | 79    |
| Павел Леш                | Произвольная винтовка с 3 позиций, 300 м   | 713       | 71    |
| Павел Леш                | Произвольная винтовка 600 м                | 62        | 70    |
| Павел Леш                | Военная винтовка с 3 позиций, 300 м        | 83        | 30    |
| Освальд Решке            | Произвольная винтовка с 3 позиций, 300 м   | 699       | 73    |
| Освальд Решке            | Произвольная винтовка 600 м                | 71        | 58    |
| Освальд Решке            | Военная винтовка с 3 позиций, 300 м        | 78        | 47    |
| Георгий Давыдов          | Произвольная винтовка с 3 позиций, 300 м   | 635       | 76    |
| Георгий Давыдов          | Произвольная винтовка 600 м                | 70        | 61    |
| Георгий Давыдов          | Военная винтовка с 3 позиций, 300 м        | 68        | 68    |
| Давид Вейс               | Произвольная винтовка с 3 позиций, 300 м   | 623       | 77    |
| Давид Вейс               | Произвольная винтовка 600 м                | 73        | 51    |
| Давид Вейс               | Военная винтовка с 3 позиций, 300 м        | 72        | 60    |
| Георгий Вишняков         | Произвольная винтовка 600 м                | 56        | 77    |
| Георгий Вишняков         | Военная винтовка с 3 позиций, 300 м        | 84        | 26    |
| Василий Скроцкий         | 100 м, «Бегущий олень», одиночная стрельба | 31        | 15    |
| Василий Скроцкий         | 100 м, «Бегущий олень», дуплетная стрельба | 32        | 20    |
| Гарольд Блау             | 100 м, «Бегущий олень», одиночная стрельба | 29        | 20    |
| Гарольд Блау             | Трап                                       | 91        |       |
| Дмитрий Барков           | 100 м, «Бегущий олень», одиночная стрельба | 23        | 31    |
| Дмитрий Барков           | 100 м, «Бегущий олень», дуплетная стрельба | 39        | 19    |
| Павел Лит                | 100 м, «Бегущий олень», одиночная стрельба | 10        | 34    |
| Павел Лит                | Трап                                       | 12        | 51    |
| Леонард Сытин            | Трап                                       | 81        | 23    |
| Вальтер Боднек           | Трап                                       | 36        | 35    |
| Борис Пертель            | Трап                                       | 11        | 53    |

По результатам выступления в стрельбе из военной винтовки из 3 позиций на 300 метров Павел Вальден награждён «Почётным призовым дипломом».

#### Командные соревнования
| Место                                      | Состав                   | Индив. счёт           | Командный счёт        |
| Произвольная винтовка                      | Произвольная винтовка    | Произвольная винтовка | Произвольная винтовка |
| ------------------------------------------ | ------------------------ | --------------------- | --------------------- |
| 7                                          | Павел Вальден            | 860                   | 4892                  |
| 7                                          | Феофан Лебедев           | 827                   | 4892                  |
| 7                                          | Александр Тилло          | 822                   | 4892                  |
| 7                                          | Дмитрий Кусков           | 811                   | 4892                  |
| 7                                          | Константин Калинин       | 803                   | 4892                  |
| 7                                          | Павел Леш                | 769                   | 4892                  |
| Военная винтовка                           |                          |                       |                       |
| 9                                          | Павел Вальден            | 251                   | 1403                  |
| 9                                          | Дмитрий Кусков           | 246                   | 1403                  |
| 9                                          | Феофан Лебедев           | 237                   | 1403                  |
| 9                                          | Давид Вейс               | 226                   | 1403                  |
| 9                                          | Александр Тилло          | 226                   | 1403                  |
| 9                                          | Георгий Давыдов          | 217                   | 1403                  |
| 100 м, «Бегущий олень», одиночная стрельба |                          |                       |                       |
| 5                                          | Василий Скроцкий         | 36                    | 108                   |
| 5                                          | Дмитрий Барков           | 26                    | 108                   |
| 5                                          | Гарри Блау               | 23                    | 108                   |
| 5                                          | Александр Добржанский    | 23                    | 108                   |
| 30 м, скоростной пистолет                  |                          |                       |                       |
| 2                                          | Амос Каш                 | 281                   | 1091 (118)            |
| 2                                          | Николай Мельницкий       | 273                   | 1091 (118)            |
| 2                                          | Павел Войлошников        | 270                   | 1091 (118)            |
| 2                                          | Георгий Пантелеймонов    | 267                   | 1091 (118)            |
| 50 м, пистолет                             |                          |                       |                       |
| 4                                          | Николай Панин-Коломенкин | 469                   | 1801                  |
| 4                                          | Григорий Шестериков      | 469                   | 1801                  |
| 4                                          | Павел Войлошников        | 447                   | 1801                  |
| 4                                          | Николай Мельницкий       | 437                   | 1801                  |

Команда российских стрелков из пистолета в составе Николая Панина-Коломенкина, Григория Шестерикова, Павла Войлошникова и Николая Мельницкого, была награждёна «Почётным призовым дипломом».

### Теннис
Спортсменов — 2
Мужчины
| Михаил Сумароков-Эльстон                    | Одиночный разряд на открытом воздухе | Аленицын (RUS) Поб.          | Сеттерваль (SWE) Поб. 6-2, 6-3, 11-13, 6-2        | Кройцер (GER) Пор. 2-6, 12-10, 4-6, 0-6      | Закончил выступление                |                       |
| Александр Аленицын                          | Одиночный разряд на открытом воздухе | Сумароков-Эльстон (RUS) Пор. | Отказался от участия в пользу Сумарокова-Эльстона |                                              |                                     |                       |
| Александр Аленицын Михаил Сумароков-Эльстон | Парный разряд на открытом воздухе    |                              | Пропускали по жребию                              | Ровсинг Ханзен (DAN) Поб. 2-6, 6-3, 7-6, 6-3 | Канет Мени (FRA) Пор. 3-6, 0-6, 1-6 | Закончили выступление |

По результатам выступления граф Сумароков-Эльстон был награждён «Почётным призовым дипломом».

### Фехтование
Спортсменов — 24
Индивидуальные соревнования
| Спортсмен                      | Соревнование | 1 раунд | 1/4                  | Полуфинал            | Матч за 3-е место    | Финал                | Место |
| Спортсмен                      | Соревнование | Место   | Место                | Место                | Соперник Результат   | Соперник Результат   |       |
| ------------------------------ | ------------ | ------- | -------------------- | -------------------- | -------------------- | -------------------- | ----- |
| Гавриил Бертрен                | Рапира       | НК      | Закончил выступление | Закончил выступление | Закончил выступление | Закончил выступление |       |
| Гавриил Бертрен                | Шпага        | 2 Q     | 5                    | Закончил выступление | Закончил выступление | Закончил выступление |       |
| Дмитрий Княжевич               | Рапира       | НК      | Закончил выступление | Закончил выступление | Закончил выступление | Закончил выступление |       |
| Пиюс-Феликс Лепарский          | Рапира       | НК      | Закончил выступление | Закончил выступление | Закончил выступление | Закончил выступление |       |
| Павел Гуворский                | Рапира       | НК      | Закончил выступление | Закончил выступление | Закончил выступление | Закончил выступление |       |
| Павел Гуворский                | Шпага        | НК      | Закончил выступление | Закончил выступление | Закончил выступление | Закончил выступление |       |
| Владимир Кайзер                | Рапира       | НК      | Закончил выступление | Закончил выступление | Закончил выступление | Закончил выступление |       |
| Владимир Кайзер                | Шпага        | НК      | Закончил выступление | Закончил выступление | Закончил выступление | Закончил выступление |       |
| Николай Городецкий             | Рапира       | НК      | Закончил выступление | Закончил выступление | Закончил выступление | Закончил выступление |       |
| Александр Мордовин             | Рапира       | НК      | Закончил выступление | Закончил выступление | Закончил выступление | Закончил выступление |       |
| Александр Мордовин             | Сабля        | НК      | Закончил выступление | Закончил выступление | Закончил выступление | Закончил выступление |       |
| Владимир Самойлов              | Рапира       | НК      | Закончил выступление | Закончил выступление | Закончил выступление | Закончил выступление |       |
| Владимир Сарнавский            | Рапира       | НК      | Закончил выступление | Закончил выступление | Закончил выступление | Закончил выступление |       |
| Владимир Сарнавский            | Шпага        | НК      | Закончил выступление | Закончил выступление | Закончил выступление | Закончил выступление |       |
| Анатолий Яковлев               | Рапира       | НК      | Закончил выступление | Закончил выступление | Закончил выступление | Закончил выступление |       |
| Леонид Гринёв                  | Рапира       | НК      | Закончил выступление | Закончил выступление | Закончил выступление | Закончил выступление |       |
| Александр Солдатенков          | Шпага        | НК      | Закончил выступление | Закончил выступление | Закончил выступление | Закончил выступление |       |
| Лев Мартюшев                   | Рапира       | НК      | Закончил выступление | Закончил выступление | Закончил выступление | Закончил выступление |       |
| Лев Мартюшев                   | Шпага        | НК      | Закончил выступление | Закончил выступление | Закончил выступление | Закончил выступление |       |
| Владимир Данич                 | Сабля        | 3 Q     | Не стартовал         | Закончил выступление | Закончил выступление | Закончил выступление |       |
| Владимир Андреев               | Сабля        | 3 Q     | 3 Q                  | Не стартовал         | Закончил выступление | Закончил выступление |       |
| Борис Непокупной               | Сабля        | НК      | Закончил выступление | Закончил выступление | Закончил выступление | Закончил выступление |       |
| Александр Шкилёв               | Сабля        | НК      | Закончил выступление | Закончил выступление | Закончил выступление | Закончил выступление |       |
| Георгий Сакирич                | Сабля        | НК      | Закончил выступление | Закончил выступление | Закончил выступление | Закончил выступление |       |
| Анатолий Тимофеев              | Сабля        | 3 Q     | 3 Q                  | Не стартовал         | Закончил выступление | Закончил выступление |       |
| Константин Ватеркампф          | Сабля        | НК      | Закончил выступление | Закончил выступление | Закончил выступление | Закончил выступление |       |
| Николай Кузнецов               | Сабля        | 1 Q     | 4                    | Закончил выступление | Закончил выступление | Закончил выступление |       |
| Аполлон Гибер фон Грейфенфельс | Сабля        | 1 Q     | 2 Q                  | 4                    | Закончил выступление | Закончил выступление |       |
| Борис Арсеньев                 | Сабля        | 1 Q     | 3 Q                  | 5                    | Закончил выступление | Закончил выступление |       |
| Павел Филатов                  | Сабля        | НК      | Закончил выступление | Закончил выступление | Закончил выступление | Закончил выступление |       |

НК — Не прошёл квалификацию
Российские саблисты Владимир Андреев и Анатолий Тимофеев успешно преодолев стадии предварительных боёв и 1/4 финала, в полуфинале, по неизвестным причинам, на дорожку не вышли. Несмотря на это Владимир Андреев был награждён «Почётным призовым дипломом».
Командные соревнования
Сабля: Александр Шкилёв, Владимир Андреев, Владимир Данич, Аполлон Гибер фон Грейфенфельс, Николай Кузнецов, Георгий Сакирич, Анатолий Тимофеев, Александр Мордовин.
В четвертьфинальной группе команда России потерпела поражения от команд Италии (6-10) и Бельгии (7-9) и выбыла из турнира.
Шпага: Гавриил Бертрен, Дмитрий Княжевич, Владимир Сарнавский, Павел Гуворский, Владимир Кайзер, Александр Солдатенков, Лев Мартюшев.
В четвертьфинальной группе команда России потерпела поражения от команд Великобритании (4-11) и Бельгии (2-9) и выбыла из турнира. В итоге команда Бельгии выиграла золотые медали, а команда Великобритании завоевала серебряные.

### Футбол
Спортсменов — 19
В соревнованиях команда провела два матча (в матчах 1/8 финала играли не все команды), уступив в первом из них сборной Финляндии в 1/4 финала со счётом 2:1. Затем в так называемом «утешительном» турнире Россия потерпела своё самое крупное поражение в истории, проиграв сборной Германии со счётом 0:16.
Второй раунд
| 30 июня 1912 10:00 CET       | \| Финляндия \| 2 : 1 \| Россия \| \| Брор Виберг 30' Ярл Оман 87' \| Голы \| Василий Бутусов 72' \| | Стадион: Идроттсплац Транеберг, Стокгольм Зрителей: 300 Судья: Пер Шёблом |
| Финляндия                    | 2 : 1                                                                                                | Россия                                                                    |
| Брор Виберг 30' Ярл Оман 87' | Голы                                                                                                 | Василий Бутусов 72'                                                       |

Утешительный турнир
| 1 июля 1912 17:00 CET | \| Германия \| 16 : 0 \| Россия \| \| Готфрид Фукс 2', 9', 21', 28', 34', 46', 51', 55', 65', 69' Фриц Фордерер 6', 27', 53', 66' Карл Бургер 30' Эмиль Оберле 58' \| Голы \| \| | Стадион: Росунда, Стокгольм Зрителей: 2000 Судья: Кристиан Гротхофф |
| Германия | 16 : 0 | Россия                                                              |
| Готфрид Фукс 2', 9', 21', 28', 34', 46', 51', 55', 65', 69' Фриц Фордерер 6', 27', 53', 66' Карл Бургер 30' Эмиль Оберле 58' | Голы |                                                                     |

Сборная Российской империи по футболу
| №              | Имя                 | Клуб                       | Дата рождения | Возраст | Игр     | Голов   |
| Вратари        | Вратари             | Вратари                    | Вратари       | Вратари | Вратари | Вратари |
| -------------- | ------------------- | -------------------------- | ------------- | ------- | ------- | ------- |
|                | Лев Фаворский       | Сокольнический клуб спорта | 1893          | 19      | 2       | -18     |
|                | Пётр Борейша        | Нева                       | 05.02.1885    | 27      | 0       | 0       |
| Защитники      |                     |                            |               |         |         |         |
|                | Пётр Соколов        | Унитас                     | 28.12.1890    | 21      | 2       | 0       |
|                | Владимир Марков     | Спорт (Санкт-Петербург)    | 20.01.1889    | 23      | 1       | 0       |
|                | Фёдор Римша         | Сокольнический клуб спорта | 1891          | 21      | 1       | 0       |
| Полузащитники  |                     |                            |               |         |         |         |
|                | Андрей Акимов       | Клуб спорта Орехово        | 30.09.1890    | 24      | 1       | 0       |
|                | Никита Хромов       | Унитас                     | 19.04.1888    | 20      | 2       | 0       |
|                | Николай Кынин       | Клуб спорта Орехово        | 1890          | 22      | 1       | 0       |
|                | Алексей Уверский    | Спорт (Санкт-Петербург)    | 12.02.1886    | 21      | 1       | 0       |
|                | Михаил Яковлев      | Унитас                     | 12.07.1893    | 20      | 1       | 0       |
| Нападающие     |                     |                            |               |         |         |         |
|                | Михаил Смирнов      | Унион (Москва)             | 05.12.1888    | 23      | 2       | 0       |
|                | Александр Филиппов  | КФС                        | 1882          | 30      | 1       | 0       |
|                | Василий Бутусов (к) | Унитас                     | 07.02.1892    | 20      | 2       | 1       |
|                | Василий Житарев     | Замоскворецкий клуб спорта | 13.01.1891    | 21      | 2       | 0       |
|                | Сергей Филиппов     | Коломяги                   | 1892          | 20      | 2       | 0       |
|                | Григорий Никитин    | Спорт (Санкт-Петербург)    | 1889          | 23      | 1       | 0       |
|                | Леонид Смирнов      | Унион (Москва)             | 1889          | 23      | 0       | 0       |
| Главный тренер |                     |                            |               |         |         |         |
| Флаг России    | Роберт Фульда       | Роберт Фульда              | 1873          | 39      |         |         |
| Флаг России    | Георгий Дюперрон    | Георгий Дюперрон           | 24.09.1877    | 34      |         |         |

### Конкурсы искусств на летних Олимпийских играх 1912
Российскую империю на конкурсе искусств в категории «скульптура» представлял князь Паоло Трубецкой. Однако его работа осталась без награды.

## Судейский состав
На олимпиаду были приглашены трое судей из Российской империи:
- Георгий Дюперрон (современное пятиборье)
- Полковник Платон Москов[54] (стрельба)[55]
- Людвиг Чаплинский (борьба).